# Естественная теология
Естественная теология, в прошлом также называемая физико-теологией — разновидность теологии, основанная на разуме и повседневном опыте как базисных понятиях для познания Бога.
Это отличает ее от богооткровенной теологии (или религии откровения), которая основана на Священном Писании или религиозном опыте различного рода, а также трансцендентальной теологии, основанной на априорных рассуждениях. Таким образом, естественная теология — это часть философии религии, описывающая природу богов, или, в монотеистических религиях, утверждающая или отрицающая возможность познания качеств Бога, особенно аргументирующих его существование посредством методов чистой философии, не прибегая к какому-либо особому или сверхъестественному откровению.
Идеалы естественной теологии восходят к Ветхому Завету и греческой философии. Ранние источники, свидетельствующие о подобных идеалах, берут начало в работах пророка Иеремии и Книге премудрости Соломона и в трактате Платона «Тимей». Позднее этот вопрос освещал в своих работах Марк Теренций Варрон, и его терминология вошла в стоицизм и позднее использовалась в христианстве благодаря Аврелию Августину и Фоме Аквинскому.

## Древняя Греция
Помимо «Трудов и дней» Гесиода и «Гат» Заратуштры, самое раннее из сохранившихся описаний естественной теологии дает Платон. В «Тимее» приводится следующая мысль: «Назовем ли мы его космосом или иным именем, которое окажется для него самым подходящим, мы во всяком случае обязаны поставить относительно него вопрос, с которого должно начинать рассмотрение любой вещи: было ли оно всегда, не имея начала своего возникновения, или же оно возникло, выйдя из некоего начала?». В «Законах», отвечая на вопрос о том, какие аргументы оправдывают веру в богов, Платон утверждает: «Никто из смертных не может стать твердым в благочестии, если не усвоит двух только что указанных положений. Первое — что душа старше всего, что получило в удел рождение; она бессмертна и правит всеми телами; второе — что в звездных телах, как мы не раз говорили, пребывает ум всего существующего».

## Древний Рим
Марк Теренций Варрон в своем труде Antiquitates rerum humanarum et divinarum выделил три различные вида теологии: гражданская (политическая, theologia civilis), естественная (физическая, theologia naturalis) и мифическая (theologia mythica). Богословы гражданской теологии — люди, изучающие то, как боги соотносятся с повседневной жизнью и императорским культом. Богословы естественной теологии — философы, изучающие природу богов, а богословы мифической теологии — поэты, создающие мифологию.

## Средние века
С VIII века н. э. исламская школа мутазилитов, вынужденная защищать собственные положения от ортодоксального ислама своего времени, использовала данную философию в качестве поддержки. Они были одними из первых, кто придерживался рационального исламского богословия, получившего название Ильм-ал-Калам (букв. схоластическое богословие). Позже подобная аргументация была представлена ранними исламскими философами Аль-Кинди и Ибн Рушдом, в то время как Авиценна представил космологический и онтологический аргументы в своей «Книге исцеления».
Фома Аквинский представил несколько версий аргумента космологического в своей «Сумме теологии» и телеологического в своей «Сумме против язычников». Он представил также и онтологический аргумент, но отверг его из-за доказательств, которые ссылаются только на причину и следствие. Его «пять доказательств бытия Бога» включают в том числе и целенаправленные процессы, наблюдаемые в природе.

## Новое время и наши дни
Книга Раймунда де Сабунде Theologia Naturalis sive Liber Creaturarum, написанная в 1434—1436 годах, знаменует собой важный этап в истории естественной теологии.
Джон Рэй был английским натуралистом, которого иногда называют отцом английского естествознания. Он опубликовал значимые работы о растениях, животных и естественной теологии с целью «проиллюстрировать славу Божью в познании дел природы или процесса сотворения».
Готфрид Вильгельм Лейбниц ввел другой термин — теодицея, буквально означающий «оправдание Бога». Он рассматривал науку в позитивном свете, поскольку она поддерживала его личную систему этических убеждений.
Уильям Дерeм продолжил традицию Джона Рэя в двух его собственных работах: «Физико-теологии» 1713 г. и «Астро-теологии» в 1714 г. Они позже повлияли на работы Уильяма Пэйли.
Свой «Очерк о законе народонаселения», опубликованный в 1798 году, Томас Мальтус закончил двумя главами, посвященными естественной теологии и народонаселению. Мальтус, сам набожный христианин, утверждал, что Откровение «заглушает парящие крылья разума» и, таким образом, никогда не позволит «трудностям и сомнениям в отдельных частях Священного Писания» вмешиваться в его работу.
Уильям Пейли, оказавший большое влияние на Чарльза Дарвина, дал хорошо известную интерпретацию данной системы взглядов в пользу Бога. В 1802 году он опубликовал труд под названием «Естественная теология, или Свидетельства существования и атрибуты божества», приводящий трактовку определенных явлений природы. В данном тексте он описал «аналогию часовщика», благодаря которой он сегодня наиболее известен. Труд, который стал одной из самых часто переиздаваемых книг XIX и XX веков, представляет ряд телеологических и космологических аргументов в пользу существования Бога. Книга послужила образцом для многих последующих естественных теологий XIX века.
Эдвард Хичкок, профессор химии и естественной истории, также изучал и приводил размышления относительно естественной теологии. Он попытался объединить и примирить науку и религию, при этом делая упор на геологию. Его выдающейся работой по данной теме стала «Религия геологии и связанные с ней науки».
Гиффордские лекции были учреждены по воле Адама Гиффорда с целью «продвигать и распространять изучение естественной теологии в самом широком смысле этого слова — то есть познание Бога». При этом сам термин, используемый Гиффордом, означает систему взглядов, поддерживаемую наукой и не зависящую от чудес.
Уильям Лейн Крейг продолжает проявлять интерес к естественной теологии благодаря своей постоянной работе в Хьюстонском баптистском университете и Теологической школе Талбота. В частности, в своей работе он исследует, во что именно превратилось естественная теология с точки зрения современности.

## Бриджуотерские трактаты
Споры о применимости телеологии к научным вопросам продолжались в течение девятнадцатого века, поскольку аргумент Пэйли о разумном замысле вступал в противоречие с радикально новыми теориями трансформизма. Чтобы поддержать научные идеи того времени, исследовавшие мир природы в рамках разумного замысла, Фрэнсис Генри Эгертон, 8-й граф Бриджуотер, джентльмен-натуралист, на своем смертном одре заказал восемь Бриджуотерских трактатов для исследования «могущества, мудрости и милости Бога, проявленных в его Творении, иллюстрируя этот труд всеми разумными доводами, как, например, разнообразием и строением Божиих тварей». Изначально они публиковались в период с 1833 по 1840 год, а затем были переизданы для Научной библиотеки Бона. Список состоит из:
- Адаптация внешней природы к моральному и интеллектуальному устройству человека, Томас Чалмерс
- Адаптация внешней природы к физическому состоянию человека, Джон Кидд
- Астрономия и общая физика, рассматриваемые относительно естественной теологии, Уильям Уэвелл
- Рука, ее Устройство и жизненно важные качества как атрибуты проявления Божьего замысла. Сэр Чарльз Белл
- Физиология животных и овощей, рассматриваемая относительно естественной теологии. Питер Марк Роже
- Геология и минералогия относительно естественной теологии. Уильям Бакленд
- Об истории, привычках и инстинктах животных, Уильям Кёрби
- Химия, метеорология и функция пищеварения, рассматриваемые относительно естественной теологии, Уильям Праут

В ответ на утверждение Уэвелла о том, что «таким образом мы можем с величайшей уместностью отказывать механическим философам и математикам недавнего времени в каком-либо авторитете в отношении их взглядов на управление вселенной», Чарльз Бэббидж опубликовал то, что он назвал «Девятый бриджуотерский трактат: Фрагмент». Как говорится в предисловии, эта книга была не частью серии, а скорее собственными размышлениями по данному вопросу. Бэббидж опирается на собственную работу по вычислительным машинам и рассматривает Бога как высшего программиста, устанавливающего сложные законы как основу того, что мы считаем чудесами, вместо того, чтобы чудесным образом создавать новые виды по творческой прихоти. К нему было также создано дополнение, посмертно опубликованное Томасом Хиллом.
Теология «Бриджуотерских трактатов» часто оспаривалась, поскольку предполагалось, что люди могут иметь знание о Боге, приобретенное путем наблюдения и рассуждения, без помощи откровения свыше.
Все работы имеют неравные достоинства; некоторые из них были признаны апологетической литературой, но вызвали серьезную критику. Одним из известных критиков «Трактатов» был Эдгар Аллан По, написавший «Критику». Роберт Нокс, эдинбургский хирург, естествоиспытатель, расист и главный защитник радикальной морфологии, назвал их «болтологией», высмеивая «ультрателеологическую школу». Хотя эта фраза и запоминается, но она чрезмерно подчеркивает влияние телеологии в серии трактатов за счет идеализма Кирби и Роже.

## Критика естественной теологии
Идеалы естественной теологии не остались без критики. Многие выступали против самой ее идеи, но некоторые философы оказали большее влияние на людей. Идеалы их тем не менее были широко дискредитированы под влиянием Дэвида Юма, Иммануила Канта, Сёрена Кьеркегора и Чарльза Дарвина. Церковная догматика Карла Барта также решительно выступала против естественной теологии в целом.
Диалог Дэвида Юма о естественной религии сыграл важную роль. Идеи его тем не менее во многом основаны на понятии естественной веры. Было заявлено, что «доктрина естественной веры Юма допускает, что определенные верования обоснованно поддерживаются всеми людьми, независимо от качества доказательств, которые могут быть представлены в их пользу». Однако аргумент Юма также проистекает из аргумента Высшего замысла, который исходит из того, что людей называют добрыми или злыми с точки зрения морали. Юм утверждает, что, если мы ограничиваемся идеей добра и зла, мы также должны приписать это Создателю. Юм заявляет: «Я допускаю, что боль или несчастье в человеке совместимы с бесконечной силой и добротой в Высшем создании … Одной лишь совместимости недостаточно. Вы должны доказать наличие этих чистых, несмешиваемых и неконтролируемых атрибутов …». Юм отстаивает идею морально совершенного божества и требует доказательств всего остального. Аргументы Юма против естественной теологии оказали большое влияние на многих философов.
Иммануил Кант и Сёрен Кьеркегор придерживались схожих идеалов, когда дело касалось естественной теологии. Идеалы Канта больше сосредоточены на естественной диалектике разума, в то время как Кьеркегор в большей степени сосредоточен на диалектике понимания. Оба предполагали, что «естественный диалект ведет к вопросу о Боге». Кант активно оспаривает идею о том, что разум ведет к идеям о Боге как о закономерности. Кьеркегор активно утверждает, что идея понимания в конечном итоге превращается в веру. Оба философа утверждали, что идея Бога не может базироваться исключительно на идее разума, и что диалект и идеалы со временем превращаются в веру.
Критика Чарльза Дарвина оказала более широкое влияние на ученых и простых людей. Теории Дарвина показали, что люди и животные развивались в процессе эволюции. Утверждалось, что происходит химическая реакция, не имеющая никакого влияния со стороны Бога. Однако идеи Дарвина не сняли вопроса о том, как возникли первоначальные представления о материи.
Карл Барт выступал против естественной теологии в целом. Он утверждал, что «исходя из опыта, а не милостивого откровения Иисуса Христа, мы создаем представление о Боге, которое является проекцией самого высокого, конструктом человеческого мышления, оторванным от истории спасения». Барт утверждает, что Бог ограничен конструкцией человеческого мышления. Барт также признает, что Бог познается через Свою благодать. Аргумент Барта проистекает из идеи веры, а не разума.